# Husice nilská
Husice nilská, někdy též husice egyptská (Alopochen aegyptiaca) je poměrně velký, pestře zbarvený vrubozobý pták, pocházející z Afriky, který se od konce 18. století šíří též po Evropě.

## Taxonomie
Z taxonomického hlediska se jedná o monotypický druh.

## Popis

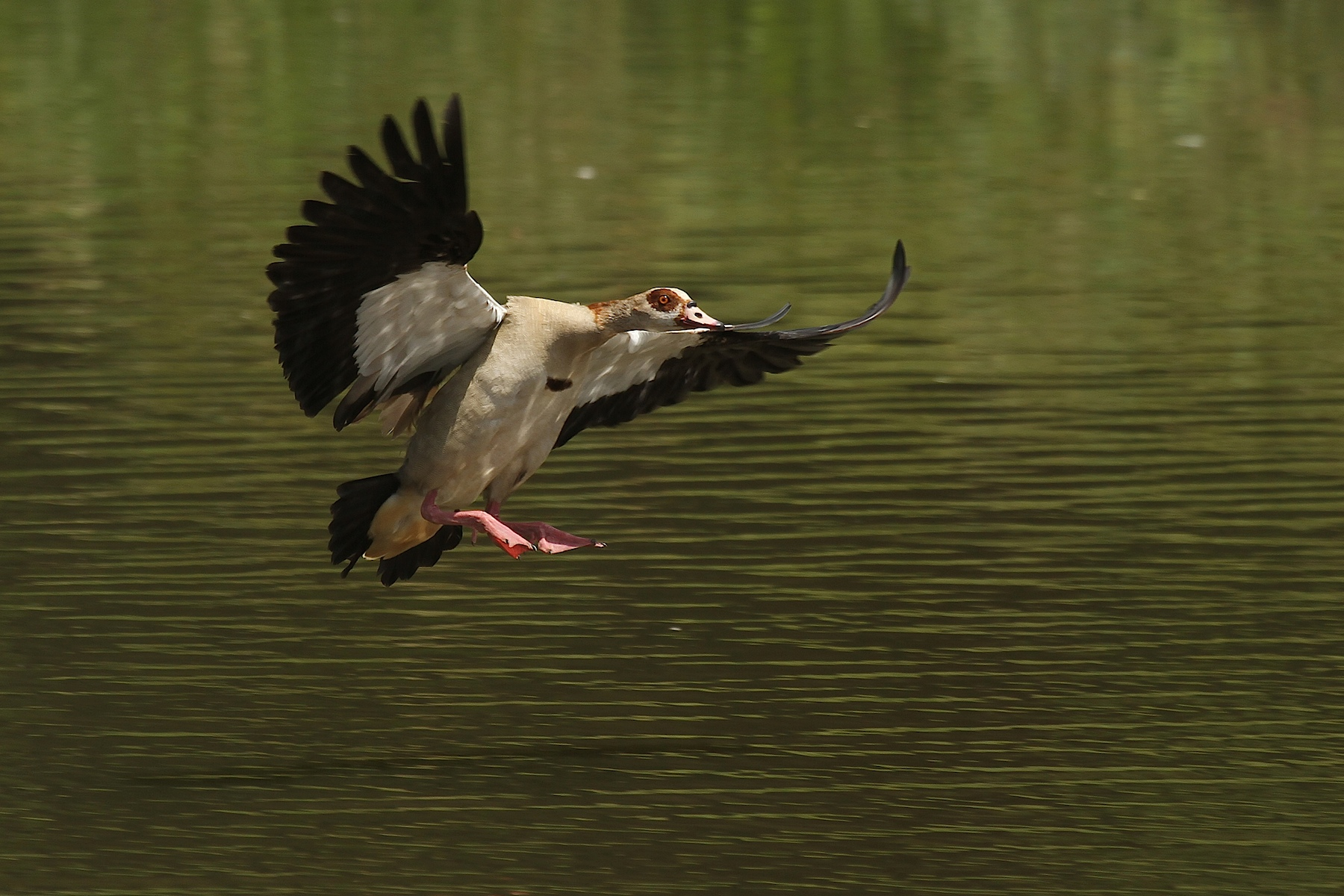
Husice nilská přistávající na hladině (je patrná tmavá skvrna na hrudi)

Husice nilská patří mezi největší husice, měří 63–73 cm, váží běžně 1,5–2,25 kg. Peří je převážně světle hnědé, s tmavou skvrnou kolem oka, tmavě hnědou skvrnou na hrudi a velkými bílými a zelenými poli v křídlech. Nohy jsou matně růžovočervené, zobák růžovočervený s tmavým lemem. Pohlaví se od sebe neliší velikostí ani zbarvením, ale jen hlasem: samec syčí, samice štěbetá a kejhá.

Mladí ptáci se od dospělých odlišují absencí tmavé skvrny okolo oka i na hrudi a obecně méně výrazným zabarvením.

## Rozšíření
Husice nilská pochází z Afriky, kde se vyskytuje na většině kontinentu od Egypta po Kapsko, s výjimkou Sahary. Zasahuje také do jihozápadní Asie, např. do Izraele. V Evropě byla vysazena v Anglii koncem 18. století a vytvořila stálé populace i jinde, např. v Nizozemsku nebo Francii. V Německu se populace odhaduje na 5000–7500 párů.

V Červeném seznamu IUCN je husice nilská vedena jako druh málo dotčený (2018). V Červeném seznamu obratlovců České republiky (2017) je vedena na stejné pozici.

### Husice nilská v Česku
V České republice se husice nilská objevuje od 70. let 20. století, v roce 2008 byla prokázána první hnízdění a jejich počet od té doby přibývá. Mezi lety 2008 a 2016 bylo zaznamenáno celkem 72 hnízdění na 40 lokalitách, z toho nejvíce (18) v severních Čechách. Je tedy považována za úspěšně se šířící invazní druh.

## Bionomie

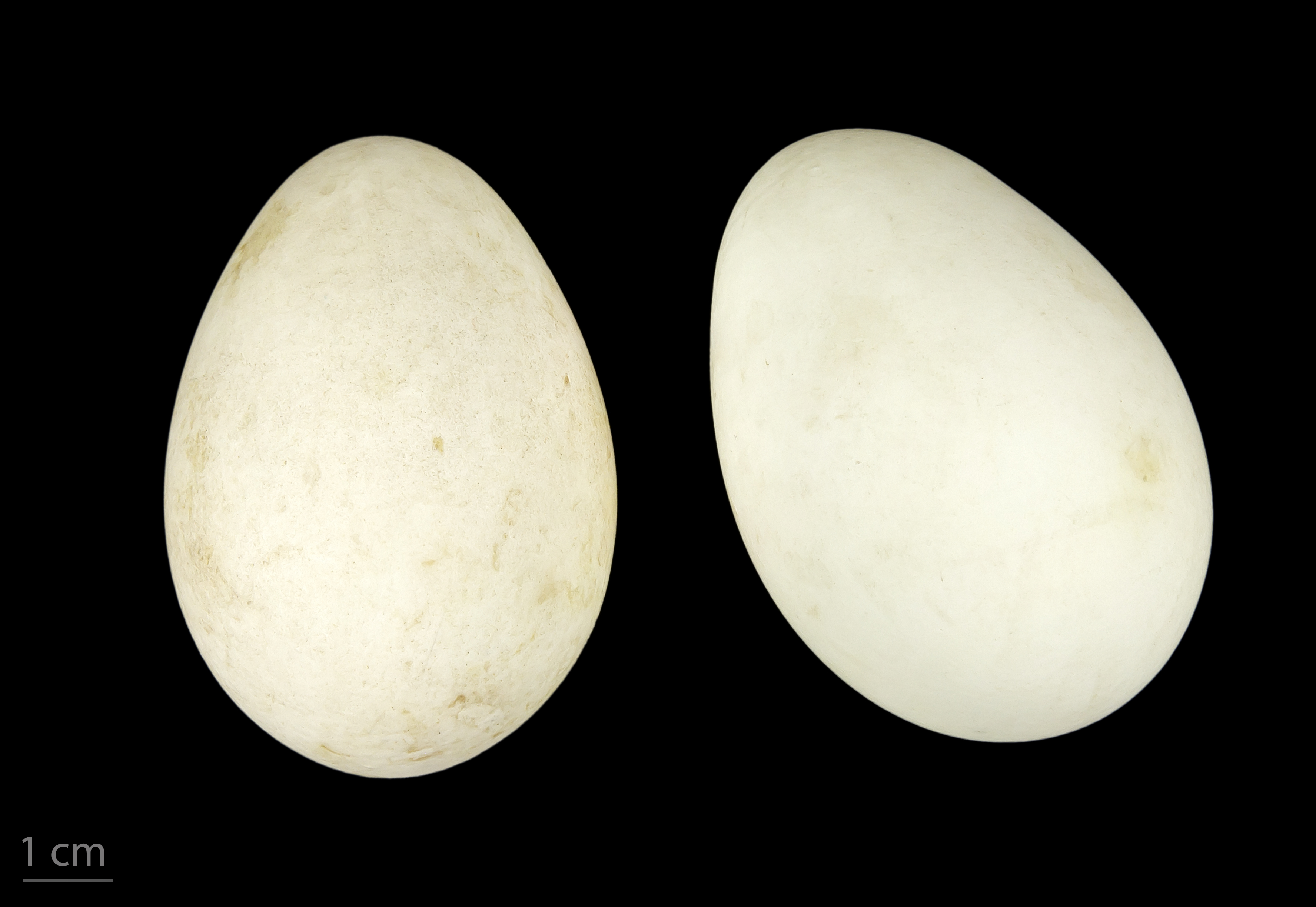
Vejce husice nilské

Ve většině areálu je husice stálá, pouze lokálně přeletuje při hledání vodních ploch. Na prostředí není náročná; obývá lesy, savany i močály a vystupuje i vysoko do hor, vyžaduje však blízkost vody a travnatých ploch. Během hnízdění se ptáci vyskytují v párech, mimo dobu hnízdění se shlukují do větších hejn o stovkách až tisících jedinců.

### Potrava
Husice nilská je převážně býložravá, pase se (podobně jako husy) na suchozemské i vodní vegetaci; může spásat i osetá pole (kukuřice, ozim). Sbírá také bezobratlé živočichy (zejména červy a korýše).

### Hnízdění

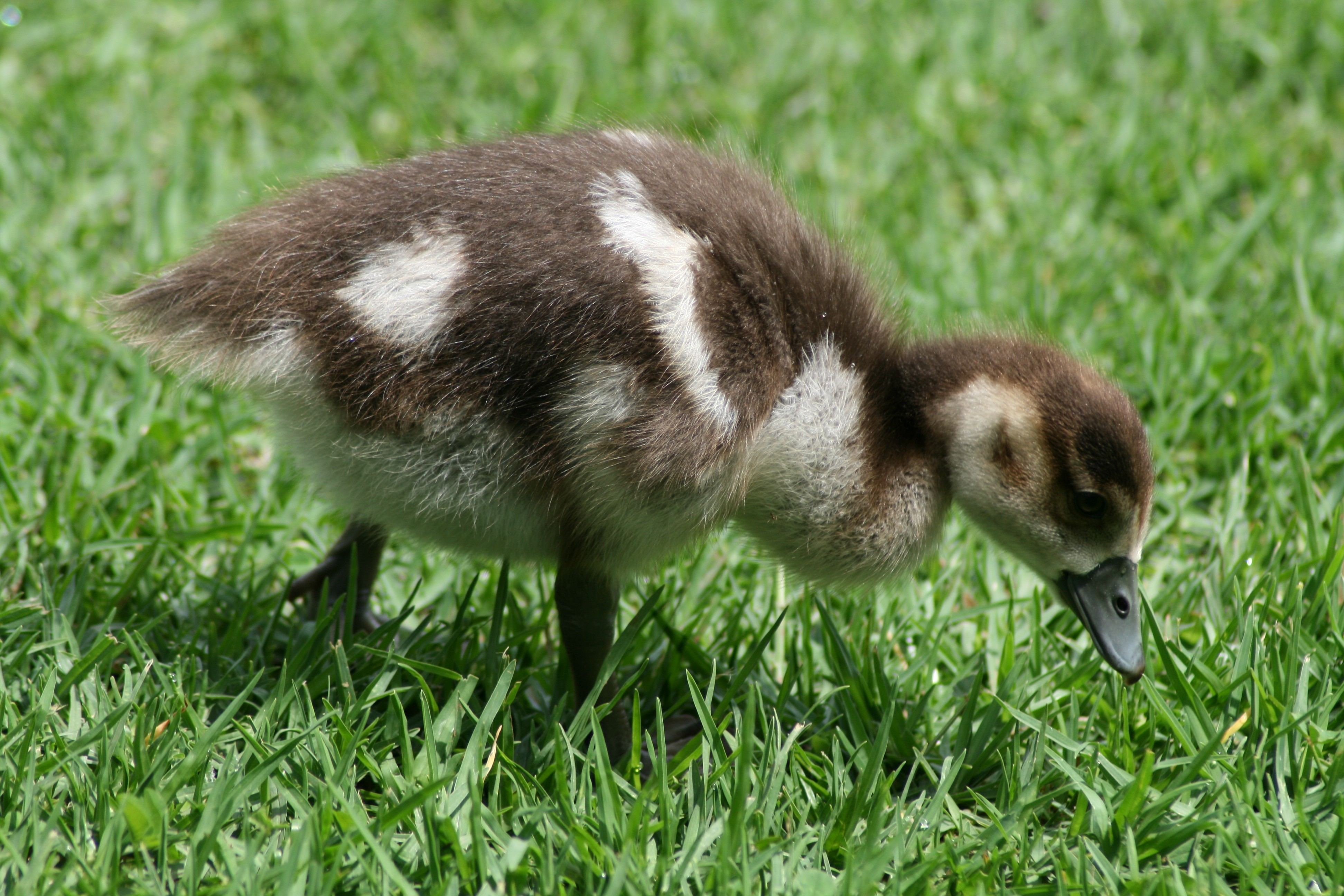
Mládě husice nilské

Může hnízdit v dolíku na zemi, pod vegetací, ale také v opuštěných norách či větších hnízdech jiných ptáků, na stromech i ve stromových dutinách. Snáší 5–12 vajec, na nichž sedí pouze samice 28–30 dnů. O mláďata se pak starají oba rodiče. Během hnízdění je samec silně teritoriální.

## Kulturní význam
Ve starověkém Egyptě byla husice částečně domestikována a chována jako hlídač či domácí společník, ale také jako posvátný pták, zasvěcený bohyni Eset.

## Husice nilská v zoo
Pro svou nenáročnost a pěkný vzhled je husice nilská často chována v zoologických zahradách, v Česku ji chovají mnohé zahrady, např. Zoo Jihlava, Zoo Olomouc, Zoo Plzeň, Zoo Praha nebo Zoo Dvůr Králové.
Ze slovenských zoo byla chována v Zoo Bratislava a Zoo Bojnice.[zdroj?]